# Lobophytum crebliplicatum
Lobophytum crebliplicatum är en korallart som beskrevs av von Marenzeller 1886. Lobophytum crebliplicatum ingår i släktet Lobophytum och familjen läderkoraller. Inga underarter finns listade i Catalogue of Life.